# Řehák (rybník)
rybník Řehák o rozloze vodní plochy 0,33 ha se nalézá na jižním okraji městyse Choltice v okrese Pardubice u okraje zámeckého parku a přírodní rezervace Choltická obora. Rybník je využíván pro chov ryb a zároveň představuje lokální biocentrum pro rozmnožování obojživelníků.

## Galerie

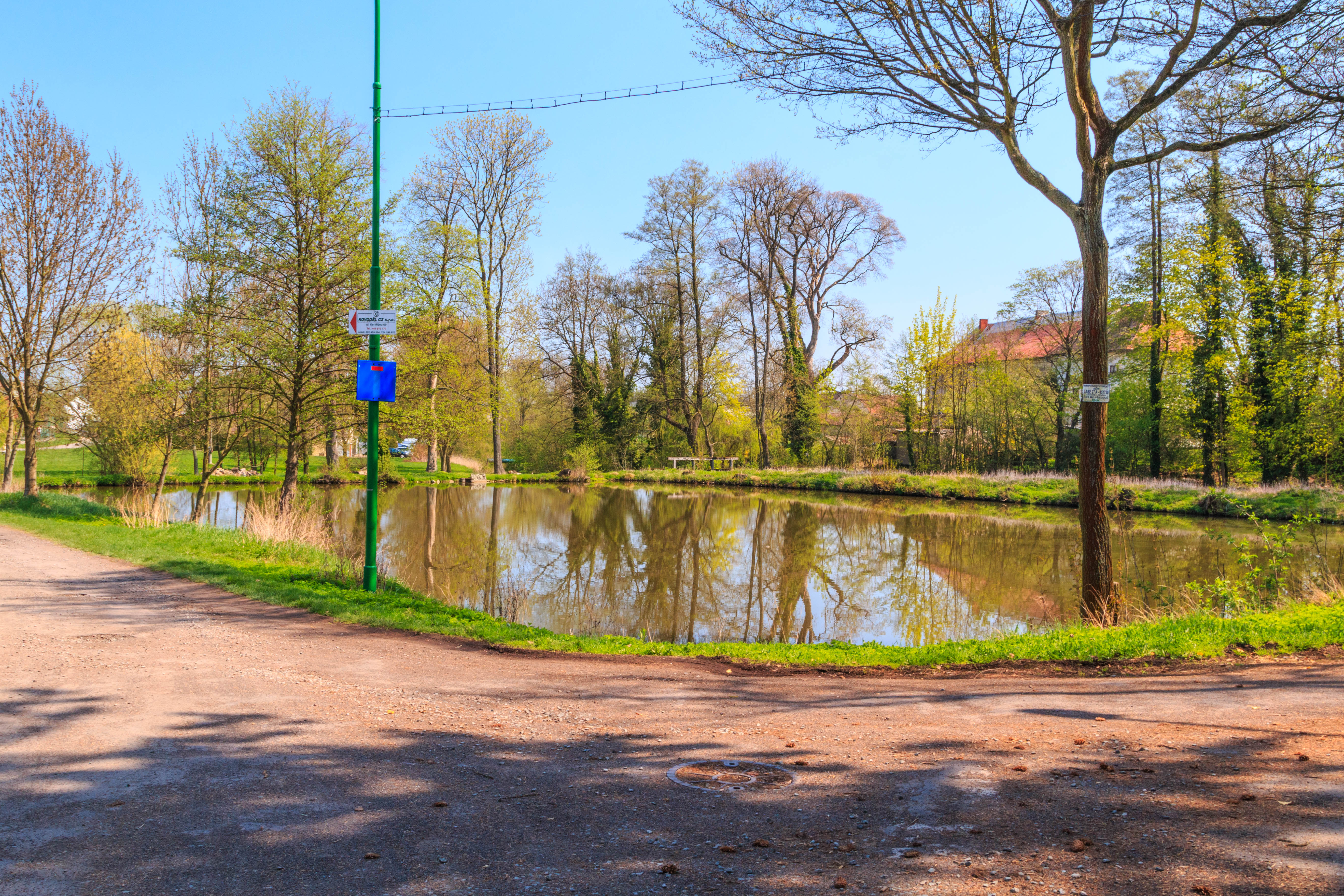
pohled na Rybník Řehák
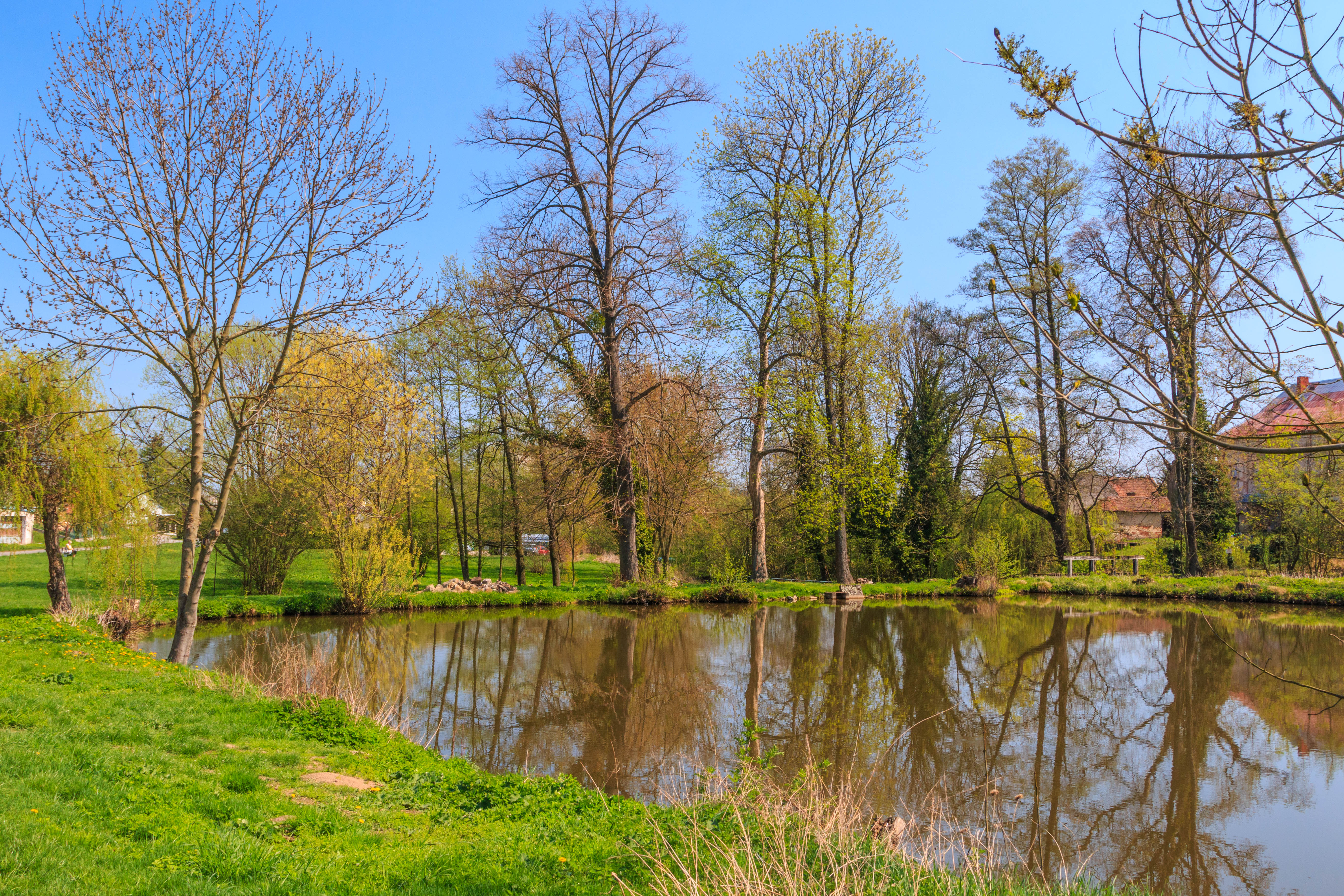
pohled na Rybník Řehák
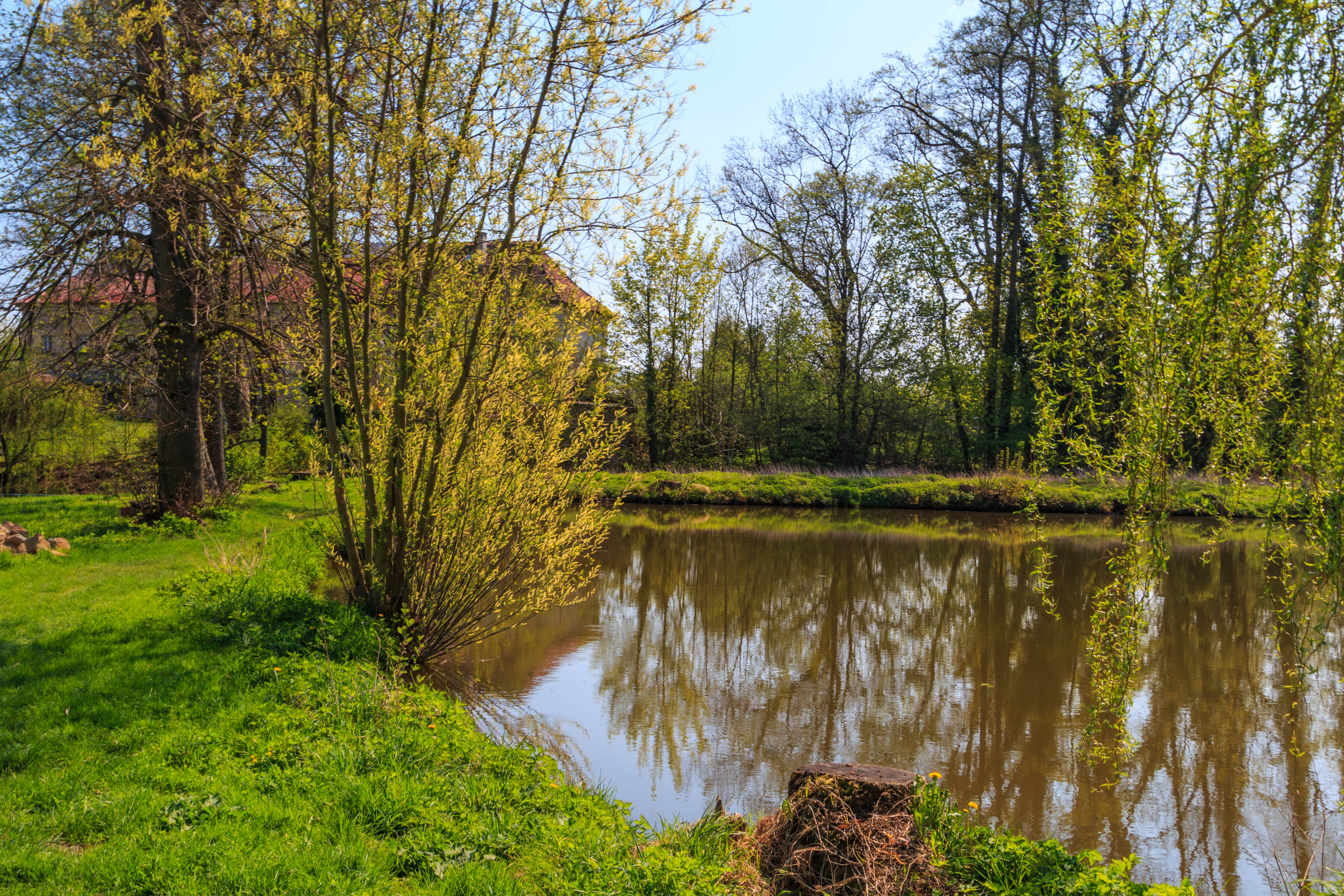
pohled na Rybník Řehák
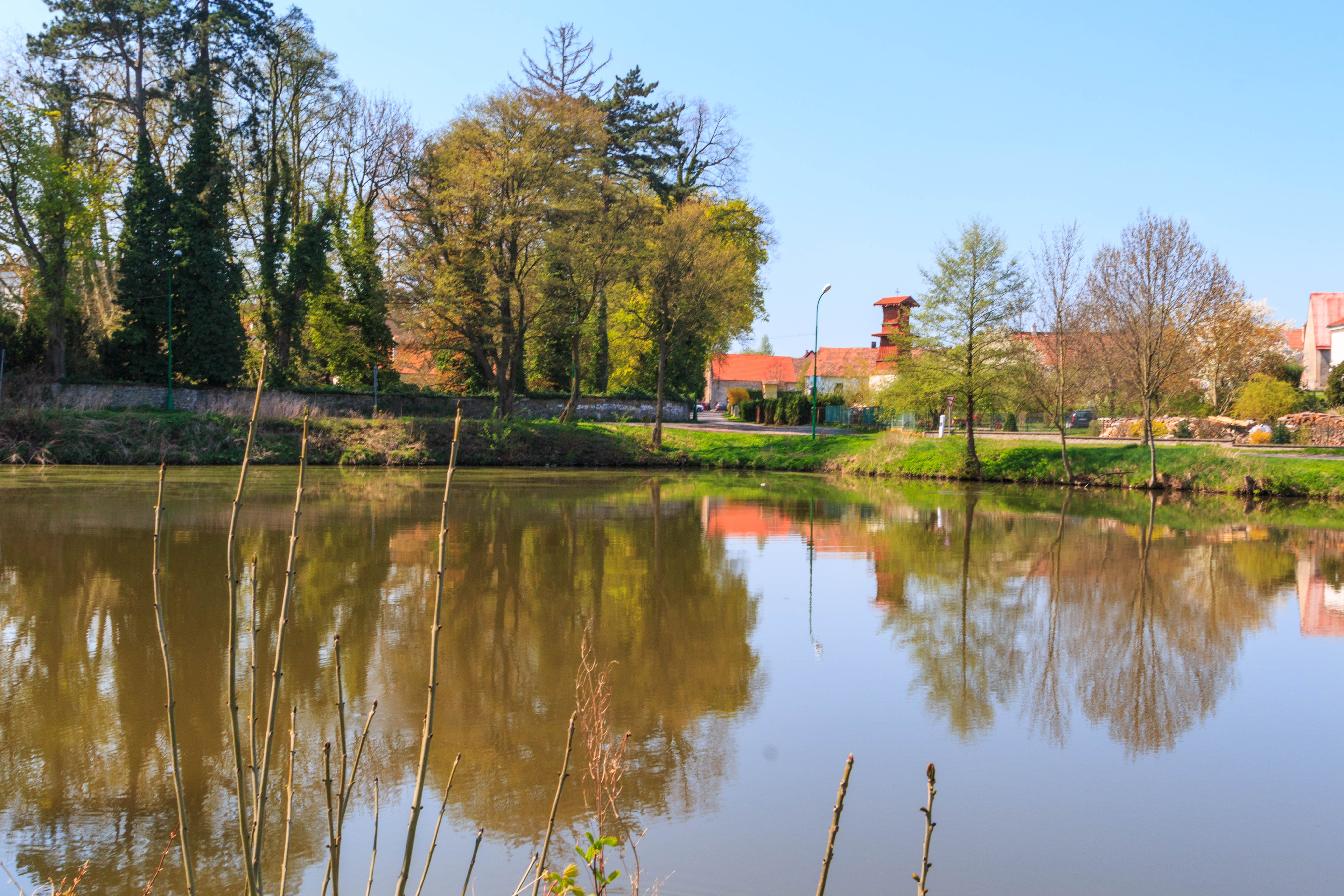
pohled na Rybník Řehák